# Triaenodes conspersus
Triaenodes conspersus là một loài Trichoptera trong họ Leptoceridae. Chúng phân bố ở miền Cổ bắc.